# 이정백 (1950년)
이정백(李廷白, 1950년 6월 7일 ~ )은 대한민국 정치인이다. 전직 경상북도의원이며 민선 4·6기 경상북도 상주시장을 역임했다.

## 학력
- 이안초등학교 졸업
- 함창중학교 졸업
- 함창고등학교 졸업
- 상주대학교 축산학 학사

## 경력
- 1989 한국농어민후계자 상주군연합회 회장
- 1994 상주축산업협동조합 조합장
- 1995.7 ~ 1998.6 제5대 경상북도의회 의원
  - 제5대 경상북도의회 농림수산위원회 위원
- 1996 경상북도 전통가공식품협회 고문
- 1998 한국협동조합연구소 이사
- 1998 한국농어민신문 이사
- 1998.7 ~ 2002.6 제6대 경상북도의회 의원
  - 제6대 경상북도의회 농림수산위원회 위원장
- 2002.7 ~ 2006.3 제7대 경상북도의회 의원
  - 2002.7 ~ 2004.6 제7대 경상북도의회 전반기 부의장
- 2006.7 ~ 2010.6 제10대 민선 4기 경상북도 상주시장
- 2014.7 ~ 2018.6 제12대 민선 6기 경상북도 상주시장(2선, 자유한국당 → 무소속)

## 역대 선거 결과
|  | 0% |

|  | 60.17% |

|  | 73.20% |

|  | 36.06% |

|  | 47.10% |

|  | 44.64% |

|  | 21.61% |